# Stadelheim

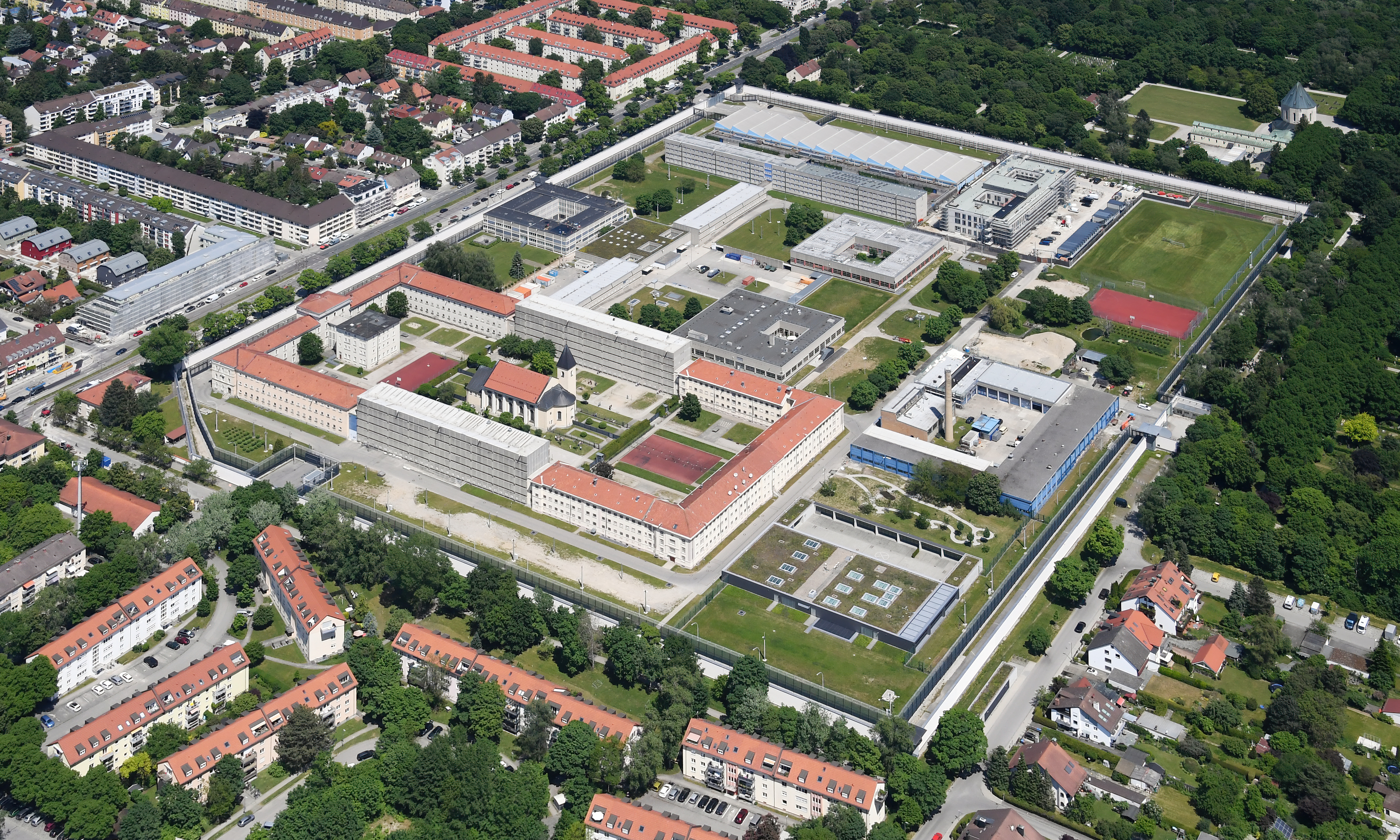
Stadelheim.

Stadelheim, formellt Justizvollzugsanstalt München, är ett fängelse beläget i stadsdelen Giesing i södra München. Fängelset grundades år 1894. Minst 1 049 personer har avrättats i Stadelheim, de allra flesta under den nazistiska eran 1933–1945. Den tidigare SA-ledaren Ernst Röhm sköts ihjäl i cell nummer 70 under de långa knivarnas natt 1934. Den 22 februari 1943 halshöggs Vita rosen-medlemmarna Hans Scholl, Sophie Scholl och Christoph Probst. De vilar på den närbelägna begravningsplatsen Am Perlacher Forst.

## Kända interner
- Breno Borges, häktad misstänkt för mordbrand 2011
- John Demjanjuk, nazistisk krigsförbrytare
- Kurt Eisner
- Willi Graf, medlem i Vita rosen
- Anton von Arco auf Valley, Kurt Eisners mördare
- Hans Hartwimmer, Wilhelm Olschewski med flera ur Hartwimmer-Olschewski-gruppen, en kommunistisk motståndsgrupp
- Kurt Huber, medlem i Vita rosen
- Gustav Landauer
- Eugen Leviné
- Christoph Probst, medlem i Vita rosen
- Ernst Röhm, tidigare ledare för SA
- Alexander Schmorell, medlem i Vita rosen
- Hans Scholl, medlem i Vita rosen
- Sophie Scholl, medlem i Vita rosen
- Ingrid Schubert, medlem i Röda armé-fraktionen
- Oliver Shanti
- Ludwig Thoma
- Ernst Toller
- Friedrich von Lama
- Bebo Wager, medlem i Revolutionären Sozialisten Deutschlands
- Konstantin Wecker
- Karl-Heinz Wildmoser
- Dieter Zlof, Richard Oetkers kidnappare
- Beate Zschäpe, medlem i Nationalsozialistischen Untergrunds